# Соометса
Со́ометса (ест. Soometsa küla) — село в Естонії, у волості Гяедемеесте повіту Пярнумаа.

## Населення
Чисельність населення на 31 грудня 2011 року становила 105 осіб.

## Географія
Через село проходить автошлях 333 (Уулу — Соометса — Гяедемеесте).